# Ahlener Programm

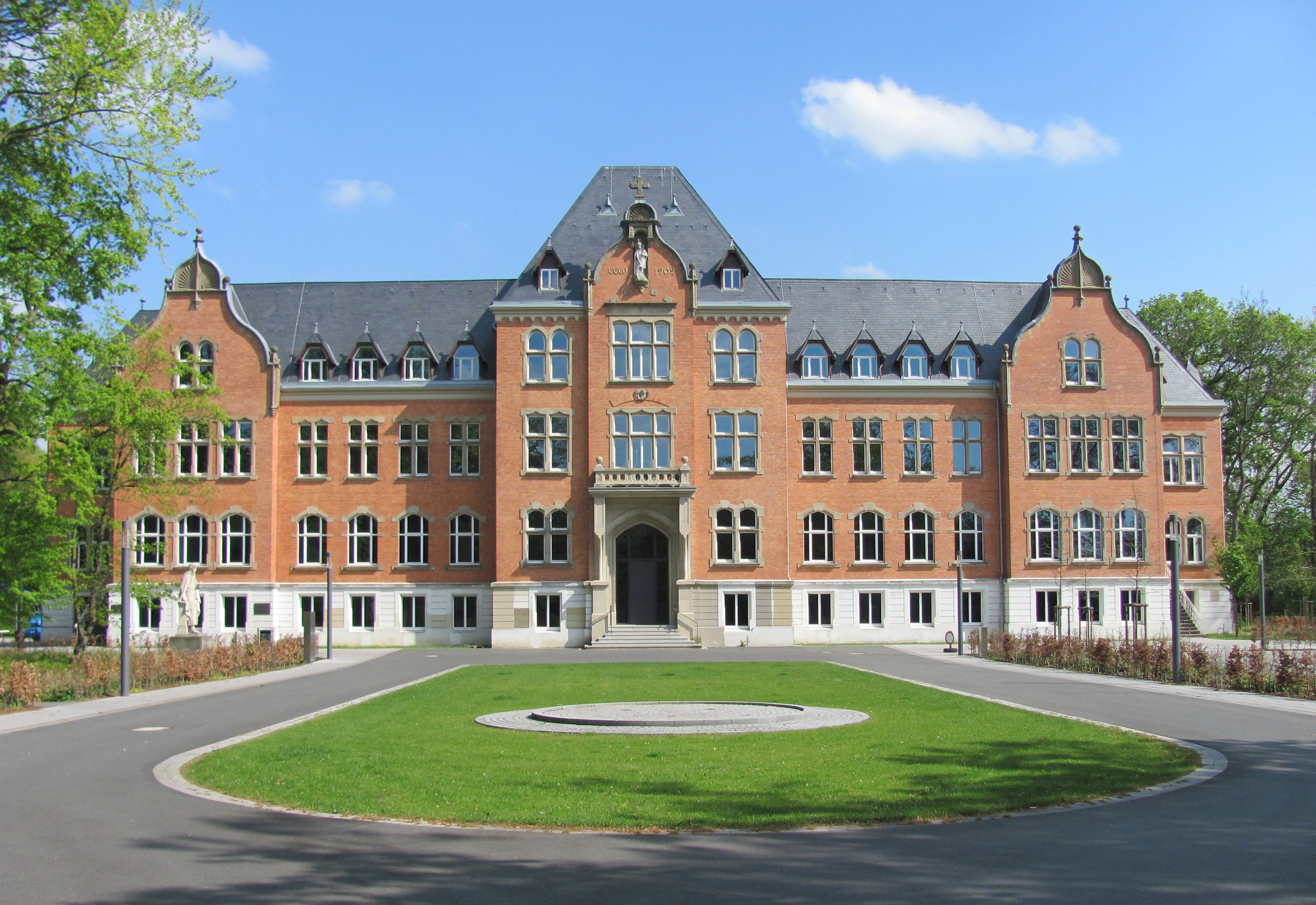
Das bischöfliche Gymnasium St. Michael in Ahlen

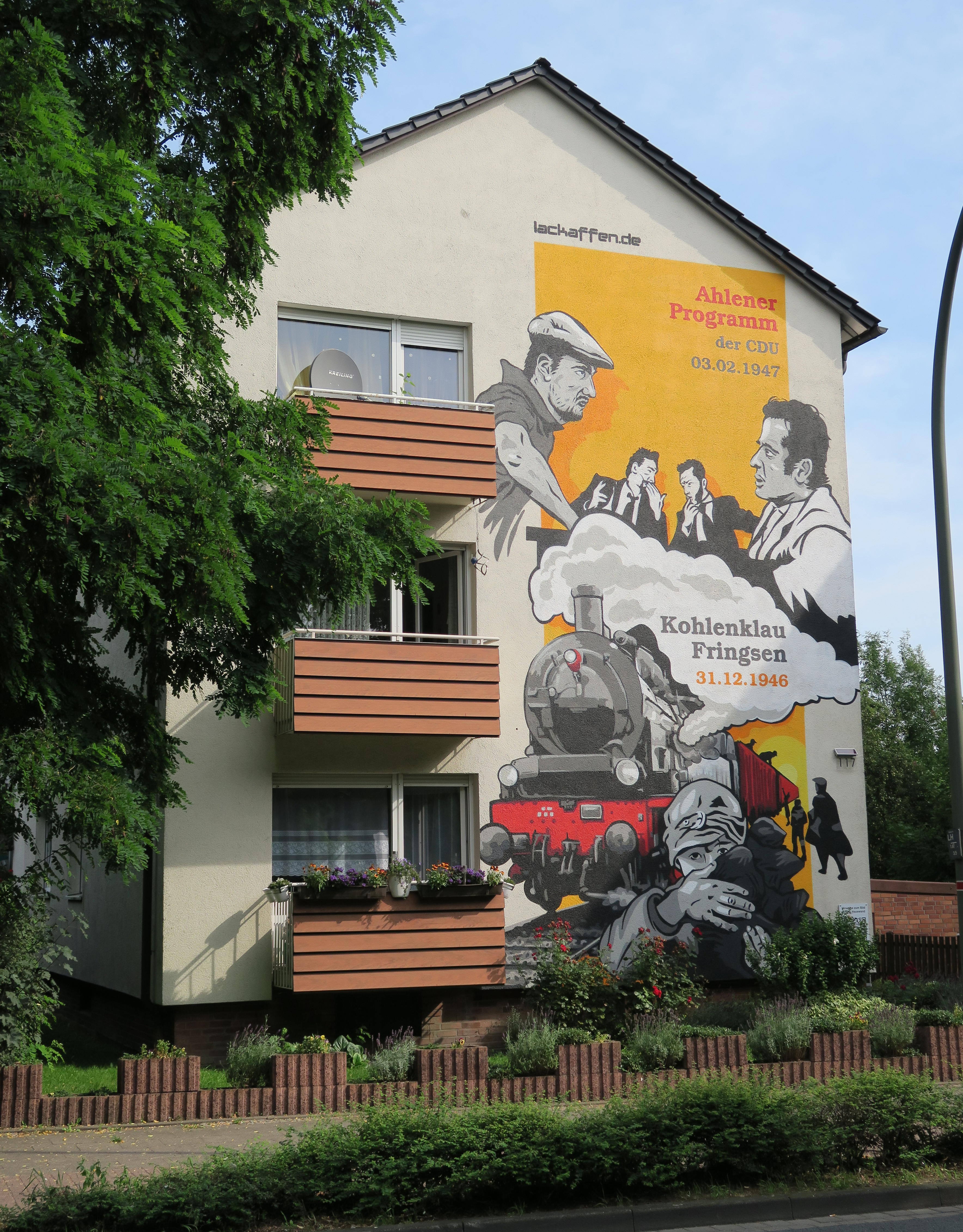
Wandbild an der Beckumer Straße in Ahlen zum Ahlener Programm und Fringsen

Das Ahlener Programm ist ein am 3. Februar 1947 im Gymnasium St. Michael in Ahlen unter dem Motto „CDU überwindet Kapitalismus und Marxismus“ beschlossenes Wirtschafts- und Sozialprogramm der CDU der britischen Zone.
Das Programm trat an die Stelle des 1946 beschlossenen Neheim-Hüstener Programmes.  Es wurzelt in der katholischen Soziallehre und der evangelischen Sozialethik des 19. und beginnenden 20. Jahrhunderts (christliche Soziallehre). Das Ahlener Programm wurde von seinen Verfechtern als christlicher Sozialismus bezeichnet; im Programm selber taucht der Begriff allerdings nicht auf. Das Programm beginnt mit den Worten:

„Das kapitalistische Wirtschaftssystem ist den staatlichen und sozialen Lebensinteressen des deutschen Volkes nicht gerecht geworden. Nach dem furchtbaren politischen, wirtschaftlichen und sozialen Zusammenbruch als Folge einer verbrecherischen Machtpolitik kann nur eine Neuordnung von Grund aus erfolgen. 
Inhalt und Ziel dieser sozialen und wirtschaftlichen Neuordnung kann nicht mehr das kapitalistische Gewinn- und Machtstreben, sondern nur das Wohlergehen unseres Volkes sein. Durch eine gemeinwirtschaftliche Ordnung soll das deutsche Volk eine Wirtschafts- und Sozialverfassung erhalten, die dem Recht und der Würde des Menschen entspricht, dem geistigen und materiellen Aufbau unseres Volkes dient und den inneren und äußeren Frieden sichert.“

Die westlichen Besatzungsmächte USA, Großbritannien und Frankreich standen der deutschen Industrie und den Großkonzernen wegen deren früherer Verbundenheit mit den Nationalsozialisten skeptisch bis ablehnend gegenüber. Zugleich drohten der CDU – innere Orientierung suchend –  von Seiten der sich konstituierenden Sozialausschüsse heftige Flügelkämpfe. Der linke Flügel der CDU war von erheblicher Stärke; unter Führung von Jakob Kaiser verlangte er eine stärkere Ausrichtung auf einen „Sozialismus aus christlicher Verantwortung“. Dieses fand seinen Ausdruck im Ahlener Programm, das eine teilweise Vergesellschaftung der Großindustrie und starke Mitbestimmungsrechte forderte. Gleichzeitig sprach es sich gegen einen Staatssozialismus aus.
Diesem Begehr kam Adenauer mit einem von ihm schon am 7. Januar 1947 formulierten Entwurf entgegen, der später fast wortgleiche Wiedergabe im Ahlener Programm fand. In den Jahren nach der Verabschiedung des Ahlener Programms setzte sich innerhalb der CDU, maßgeblich vorangetrieben von Konrad Adenauer, eine wirtschaftspolitische Strategie durch, die sich an der sozialen Marktwirtschaft orientierte. Das Programm wurde durch die zwei Jahre später beschlossenen Düsseldorfer Leitsätze revidiert und weiterentwickelt.
Wie Rudolf Uertz dargestellt hat, war ein Interpretationsschlüssel für eine liberale Lesart auch schon der in der Präambel aufgenommene Grundsatz Adenauers: „Ausgangspunkt aller Wirtschaft ist die Anerkennung der Persönlichkeit. Freiheit der Person auf wirtschaftlichem und Freiheit auf politischem Gebiet hängen eng zusammen. Die Gestaltung und Führung der Wirtschaft darf dem einzelnen nicht die Freiheit seiner Person nehmen.“ Diese Bestimmungen finden sich auch schon in seinem Neheim-Hüstener Programm vom 1. März 1946.
Bleibende wirtschafts- und rechtshistorische Wirkung hat das Ahlener Programm auf die später im Grundgesetz aufgenommene Sozialpflichtigkeit des Eigentums (Art. 14 Grundgesetz) und die Neuordnung des Verhältnisses von Arbeitgebern und Arbeitnehmern durch Tarifautonomie, Betriebsverfassung und Unternehmensmitbestimmung.